# Wilhelm Jost (Geistlicher)
Johann Wilhelm Jost (* 27. November 1802 in Ellar, Amt Hadamar, Herzogtum Nassau; † 26. Mai 1864 in Limburg an der Lahn) war ein deutscher römisch-katholischer
Geistlicher und Mitglied der Ersten Kammer des Nassauischen Landtags.

## Leben
Wilhelm Jost war ein Sohn des Landwirts Johann Wilhelm Jost (1763–1840) und dessen Ehefrau Clara Zey (1766–1848). Nach seinem Theologiestudium wurde er 1825 zum Priester geweiht und war anschließend, bevor er 1832 zum Domkaplan in Limburg ernannt wurde, als Kaplan in verschiedenen Pfarreien tätig. 
Von 1832 bis 1843 war er Stadtpfarrer und Dekan in Wiesbaden.
Bei der Bischofswahl am 20. Januar 1842, bei der Peter Joseph Blum gewählt wurde, gehörte Jost zu den Kandidaten, wurde aber von Herzog Adolph von der Liste gestrichen.
1843 wechselte er als Stadtpfarrer und Dekan nach Königstein, wo er bis 1847 blieb. Diese Versetzung ging auf den Regierungspräsidenten Georg Möller zurück, nachdem es zu Unstimmigkeiten über kirchliche Rechte bei Konfessionsübertritten gekommen war. 
1847 wurde Jost Mitglied der bischöflichen Synodal- und Prüfungskommission und erhielt 1858 ein Mandat aus dem Wahlkreis XII (Montabaur) für die Zweite Kammer der Landstände des Herzogtums Nassau. 1859 legte er sein Mandat nieder; Christian Stähler wurde sein Nachfolger.
Jost kehrte nach Limburg zurück und wurde Domdekan.
1862/1863 war er Vertreter des Bischofs in der Ersten Kammer der Nassauischen Landstände.
Er fand auf dem Domherrenfriedhof Limburg seine letzte Ruhestätte.